# Cryptoblepharus balinensis
Cryptoblepharus balinensis (балійський змієокий сцинк) — вид сцинкоподібних ящірок родини сцинкових (Scincidae). Ендемік Індонезії.

## Підвиди
Виділяють два підвиди:
- Cryptoblepharus balinensis balinensis Barbour, 1911;
- Cryptoblepharus balinensis sumbawanus Mertens, 1928.

## Поширення і екологія
Балійські змієокі сцинки мешкають на островах Ява, Балі, Ломбок і Сумбава, а також на деяких сусідніх островах. Вони живуть в сухих тропічних лісах.